# Borgdorf-Seedorf
Borgdorf-Seedorf – miejscowość i gmina w Niemczech, w kraju związkowym Szlezwik-Holsztyn, w powiecie Rendsburg-Eckernförde, wchodzi w skład urzędu Nortorfer Land.